# Jean-Baptiste-Christophe Grainville
Ne doit pas être confondu avec Jean-Baptiste Cousin de Grainville.
Jean-Baptiste-Christophe Grainville, né le 15 mars 1760 à Lisieux où il est mort le 13 décembre 1805, est un poète français.

## Biographie
Grainville s’est fait recevoir avocat au parlement de Normandie, mais la fatigue que lui causait cette profession l’a déterminé à ne l’exercer que peu de temps. Retiré dans sa ville natale, il s’y est livré au plaisir de la chasse, qu’il aimait passionnément, et à des travaux littéraires.
Il s’est fait connaitre essentiellement dans les belles lettres. Il a fourni de nombreux articles au Journal de littérature et des théâtres, au Journal encyclopédique, au Magasin encyclopédique, au Mercure, au Journal littéraire de Clément, au Courrier des spectacles. Traducteur de Métastase, de Tansillo, Chiari, Imperiale, Iriarte ou Ovide, il a laissé des notes manuscrites sur Dante, Pétrarque, L'Arioste. Il a également laissé en manuscrit la Chasse poème en prose, en quatre chants ; une traduction de l’Araucana, poème espagnol, d’Alonso de Ercilla ; L’Italie délivrée des Goths, trad. de l’italien l’Italia liberata dai Goti du Trissin ; Les Argonautes, poème trad. du latin de Valerius Flaccus ; Les Héraclides, opéra, etc.
François-Joseph Fétis affirme, en revanche, que sa traduction de la Musique, poème en cinq chants, avec des notes par Langlé, est fort mauvaise : « Grainville savait mal l’espagnol, et n’avait aucunes notions de musique : de là vient que son livre est rempli de contre-sens. » Et d’enfoncer le clou en ajoutant que « Les notes que Langlé y a ajoutées sont dénuées d’intérêt. » Le musicologue espagnol Stefano Arteaga, rencontré à Paris, lui avait également confié le manuscrit de son ouvrage rédigé en italien Del ritmo sonoro et del ritmo muto, pour le traduire mais, cette traduction ayant été interrompue à la mort de son auteur, Grainville en a extrait une dissertation sur les différents rythmes employés par les poètes dramatiques grecs, qu’il a publiée dans le Magasin encyclopédique de Millin ,.
Il était membre des académies de Caen, de Rouen, de Bordeaux, et des Arcades de Rome. Il est mort d’une maladie de poitrine.
Parfois confondu avec son cousin, l’auteur homonyme du Dernier Homme, auquel on a même parfois erronément attribué certaines de ses traductions, il avait commencé la publication, d’après Winckelmann, d’un Choix de Monuments inédits, mais il n’en a paru que deux livraisons (1789).

## Publications

### Œuvres
- Le Carnaval de Paphos, poème, Paris, 1784, in-12.
- Ismène et Tarsis, ou la Colère de Vénus : roman poétique, suivi d’une premiere traduction de quelques poésies légères de Métastase, traduites en prose, Londres (Paris), Hardouin, 1785, 118 p., in-12 (lire en ligne).
- Les Étrennes du Parnasse, Paris, 1788-1789, 2 vol.
- Le Panthéon, ou les dieux de la fable représentés par des figures, avec leurs explications, avec Sylvain Maréchal ; Paris, 1790, in-8º et in-4º.
- La Fatalité, roman poétique, 1791, in-12.Allégorie inspirée par les premiers jours de la Révolution française, et dont le théâtre est en Arcadie.

### Éditions scientifiques
- Johann Joachim Winckelmann, Monumenti inediti de Winckelmann : ou Choix de monumens antiques les plus précieux et les moins connus, gravés et imprimés au bistre sanguin anglais, avec leurs explications traduites de l’italien, t. 1er, Paris, Simon, 1788 (réimpr. Darmstadt, WBG, Philipp von Zabern, 2021), 12 p., 1 vol. ; 6 pl., in-4º (lire en ligne sur Gallica).

### Traductions
- Pietro Chiari, Les Aventures d’une jeune Sauvage : écrites par elle-même et publiées en français, Paris, Leroy, 1789, 3 vol. in-12 (lire en ligne).
- Luigi Tansillo, Le Jardin d’amour ou le Vendangeur : poème, an vi (1792), in-12 (lire en ligne).
- Giovanni Vincenzo Imperiale, Les Hymnes de Sapho nouvellement découvertes, Paris, Rollan, an v (1796), 116 p., in-12 (lire en ligne).
- Ovide, Le Remède d’amour, Paris, 1797.
- Tomás de Iriarte, La Musique : poème, avec des notes par Langlé, Paris, J. J. Fuchs, 1800, in-12 (lire en ligne)